# Hoàng Thị Ngọc
Hoàng Thị Ngọc (* 10. Februar 1995 in Quảng Bình) ist eine vietnamesische Leichtathletin, die sich auf den Sprint spezialisiert hat.

## Sportliche Laufbahn
Erste Erfahrungen bei internationalen Wettbewerben sammelte Hoàng Thị Ngọc bei den Juniorenasienmeisterschaften 2014 in Taipeh, bei denen sie in 55,36 s die Bronzemedaille im 400-Meter-Lauf gewann. 2017 nahm sie an den Asienmeisterschaften in Bhubaneswar teil und gewann dort in 3:33,22 min mit der vietnamesischen 4-mal-400-Meter-Staffel ursprünglich die Silbermedaille hinter der Mannschaft aus Indien. Jedoch wurde die indische Mannschaft im Nachhinein wegen eines Dopingverstoßes disqualifiziert und die Goldmedaille wurde Vietnam zugesprochen. Ende August siegte sie dann in 3:33,40 min mit der Staffel bei den Südostasienspielen in Kuala Lumpur. Anschließend nahm sie an den Asian Indoor & Martial Arts Games in Aşgabat teil und wurde dort im Vorlauf über 400 Meter disqualifiziert. Im Jahr darauf gewann sie mit der vietnamesischen Stafette die Bronzemedaille bei den Asienspielen in Jakarta in 3:33,23 min hinter den Teams aus Indien und Bahrain. Bei den Asienmeisterschaften in Doha belegte sie mit der Staffel in 3:37,27 min den fünften Platz. Im Dezember gewann sie dann bei den Südostasienspielen in Capas in 3:34,64 min erneut die Goldmedaille mit der Staffel. 2022 gelangte sie mit 24,57 s auf Rang sieben über 200 Meter bei den Südostasienspielen in Hanoi und siegte mit der Staffel in 3:37,99 min zum dritten Mal in Folge. Nach einem positiven Dopingtest wurde sie 2023 für 18 Monate gesperrt und verlor ihre Goldmedaille von den Südostasienspielen in Hanoi.

## Persönliche Bestleistungen
- 200 Meter: 24,27 s (+0,9 m/s), 30. Juli 2016 in Ho-Chi-Minh-Stadt
- 400 Meter: 53,99 s, 29. Juli 2016 in Ho-Chi-Minh-Stadt